# Gunnar Häggbom
Gunnar Häggbom, född 7 december 1935 i Stockholm, död 6 december 2022 i Grasse, var en svensk kartläsare inom rally.
Gunnar Häggbom läste noter åt förare som Erik Carlsson ”på taket” och Harry "Sputnik" Källström. Han hade framgångar i internationella tävlingar som Monte Carlo-rallyt och RAC-rallyt.